# Elkin Casarrubia Posada
Elkin Casarrubia Posada conocido como alias el Cura (Necocli 1968) es un paramilitar y narcotraficante colombiano.

## Biografía
Desde 1985 fue guerrillero del Ejército Popular de Liberación (EPL), se desmovilizó en 1991, pero retomaría las armas formando las disidencias conocidas como Frente Bernardo Franco que ante la presión de las Fuerzas Armadas Revolucionarias de Colombia - Ejército del Pueblo (FARC-EP) se desmovilizaron con ayuda del jefe paramilitar Carlos Castaño en 1996. Se uniría a los paramilitares de Carlos Castaño primero como parte del Bloque Bananero de las AUC, pasaría a los Llanos Orientales donde participó en masacres como la Masacre de Mapiripán, la Masacre de Caño Jabón, la Masacre de Caño Blanco entre otras. Posteriormente fue comandante militar del Bloque Calima de las AUC y participaría en masacres en complicidad con la Fuerza Pública.
Tras su desmovilización, actualmente es miembro del estado mayor del Clan del Golfo.

## Delitos y condenas
Participó en las masacres de Mapiripán, Caño Jabón, Caño Blanco, La Cooperativa, Barranco Minas, Puerto Alvira, Barragán, Tuluá, El Naya, entre otras.
En 2009, fue condenado a 24 años de prisión por su responsabilidad en la masacre de Maparipán (Meta). Para marzo de 2010 fue condenado por su participación en la masacre de Caño Jabón.